# والتر مور (سياسي)
والتر مور (بالإنجليزية: Walter Moore)‏ هو سياسي أمريكي، ولد في 1959.